# 황인지
황인지(1983년 3월 23일 ~ )는 대한민국의 레이싱 모델이다.

## 경력
- 2003년 이스트필름 레이싱모델
- 2004년 한국타이어 레이싱모델
- 2007년 지스타 레이싱모델
- 2008년 부산모터쇼 레이싱모델

## 에어빙모델
- 2010년 아트라스 BX 레이싱모델